# But-3-en-2-ol
But-3-en-2-ol ist eine chemische Verbindung aus der Gruppe der Alkenole. Aufgrund des Chiralitätszentrums an Position 2 existieren zwei Stereoisomere.

## Gewinnung und Darstellung
But-3-en-2-ol kann durch Reaktion von Acrolein mit Magnesiumiodmethyl gewonnen werden.

## Eigenschaften
But-3-en-2-ol ist eine farblose Flüssigkeit mit unangenehmem Geruch.

## Sicherheitshinweise
Die Dämpfe von But-3-en-2-ol können mit Luft ein explosionsfähiges Gemisch bilden. Die Verbindung hat einen Flammpunkt bei 19,5 °C. Der Explosionsbereich liegt zwischen 2,1 Vol.‑% als untere Explosionsgrenze (UEG) und 14,2 Vol.‑%  als obere Explosionsgrenze (OEG).